# 証言ドキュメント 永遠に咲け なでしこジャパン 日本女子サッカーの30年
証言ドキュメント 永遠に咲け なでしこジャパン 日本女子サッカーの30年（しょうげんドキュメント・とわにさけ・なでしこジャパン・にほんじょしサッカーの30ねん）は、NHK BS1で2012年3月26日から28日までの3回にわたって放映されたサッカー日本女子代表を題材にしたドキュメンタリー作品である。

## 概要
日本の女子サッカーの本格的な強化が始まって30年になる。2011年のFIFA女子ワールドカップ優勝にいたるまでには数多くの苦難が続いた。その日本女子サッカーの挫折から栄光までの歩みを、日本女子サッカーを切り開いた選手達のインタビューと映像史料で振り返る。

## 出演者
- ナレーター：井上真央
- サッカー女子日本代表の歴代選手多数

## 内容
- 第1夜「いばらの道」（日本女子サッカー創成期から2000年シドニーオリンピック予選敗退前後）
- 第2夜「花開くために」（2004年アテネオリンピック進出以後の強化策）
- 第3夜「満開、そして…」（2011年FIFA女子ワールドカップ優勝、2012年ロンドンオリンピック進出にいたるまで）